# Копальня Тагароа
Копальня Тагароа – гірничодобувне підприємство на західному узбережжі Північного острова Нової Зеландії.
Про наявність на узбережжі Нової Зеландії титаномагнетитових («залізних») пісків європейці дізнались ще у XVIII столітті. Після початку колонізації було здійснено кілька спроб залучити ці ресурси до використання, проте перешкоджала відсутність технології плавки, яка б дозволяла попередити забивання печей титановим шлаком. Нарешті, в 1960-х роках таку технологію розробили, що дало змогу організувати розробку родовища Тагароа з відправкою його продукції до Японії (в подальшому перелік покупців розширився за рахунок підприємств Китаю, Південної Кореї та Австралії). Видобуток на Тагароа стартував в 1972 році.
Розробка ведеться відкритим способом з допомогою плавучого фрезерного земснаряду. Вилучений пісок проходить через плавучу збагачувальну фабрику, яка в середньому щорічно продукує 1,4 млн тонн концентрату з вмістом заліза 57% та діоксиду титану 7,6%.
Первісно велась розробка Центральної ділянки родовища. В 2000-му через вичерпання її запасів узялись за Південну ділянку, для чого потібно було перемістити на 2 кілометра земснаряд вагою 250 тонн, бункер вагою 450 тонн та збагачувальну фабрику у 1000 тонн. Для переміщення останньої спорудили спеціальну дорогу шириною 20 метрів, яка потім стала використовуватись як злітна полоса.
Район копальні не має неподалік природної гавані, а хвилі під час штормів можут досягати 11 метрів. Як наслідок, вивіз продукції організували за допомогою винесеного в море швартовочно-розвантажувального комплексу (single point mooring buoy), конструкція якого колись була розроблена для обслуговування нафтових танкерів. Цей буй має діаметр 11 метрів, важить 185 тонн та утримується шістьома ланцюгами з якорями вагою по 6 тонн. Первісно використовували судна з дедвейтом від 50 до 70 тисяч тонн, а в 1978-му стало можливим обслуговувати балкери дедвейтом 150 тисяч тонн. Останнє потребувало перенесення швартовочного комплексу у район з більшими глибинами (29,3 метра), так що тепер він розташований за 3 кілометра від узбережжя. 
Доставка концентрату до завантажувального комплексу здійснюється у вигляді пульпи. Первісно був прокладений один пульпопровід, а після переходу до обслуговування балкерів дедвейтом 150 тисяч тонн додали другу трубу. Разом через них перекачується до 1375 тонн матеріалу на годину, а робочий тиск становить 7,6 атмосфер. На судні одразу починається відкачування водної фракції, причому процес дренажу триває до прибуття до порту розвантаження і в цей момент вміст води у вантажі становить лише біля 3%.
В 1990-му став до ладу спеціально споруджений під проект балкер «Taharoa Express» дедвейтом 143 тисячі тонн, який в середньому здійснював 9 рейсів за рік. В 2012-му його вивели з експлуатації та замінили на нове судно «Taharoa Destiny» дедвейтом 175 тисяч тонн.
Станом на 1996 рік накопичений експорт концентрату досягнув 31 млн тонн, а залишкові ресурси проекту оцінювались в еквіваленті 208 млн тонн концентрату.
Копальнею володіє компанія New Zealand Steel, що з початку 1990-х належить австралійській BlueScope Steel (до 2003-го BHP Steel).
Можливо відзначити, що окрім Ваїкато-Норт-Хед в історії Нової Зеландії діяли чи діють такі копальні титаномагнетитових пісків як Ваїкато-Норт-Хед та Ваїпіпі.